# Velká cena Aragonu silničních motocyklů
Velká cena Aragonu silničních motocyklů je motocyklový závod, který je součástí mistrovství světa silničních motocyklů jako součást Prix silničních motocyklů závodní sezóny.
Závod nahradil maďarskou Grand Prix a bude se jezdit do roku 2016.

## Vítězové Grand Prix silničních motocyklů - Aragon
| Rok  | Okruh            | 125 cc                   | Moto2                     | MotoGP                     | Detaily |
| ---- | ---------------- | ------------------------ | ------------------------- | -------------------------- | ------- |
| 2010 | Motorland Aragón | Pol Espargaró (Derbi)    | Andrea Iannone (Speed Up) | Casey Stoner (Ducati)      | Report  |
| 2011 | Motorland Aragón | Nicolás Terol (Aprilia)  | Marc Márquez (Suter)      | Casey Stoner (Honda)       | Report  |
| Rok  | Okruh            | Moto3                    | Moto2                     | MotoGP                     | Detaily |
| 2012 | Motorland Aragón | Luis Salom (Kalex KTM)   | Pol Espargaró (Kalex)     | Daniel Pedrosa (Honda)     | Report  |
| 2013 | Motorland Aragón | Álex Rins (KTM)          | Nicolás Terol (Suter)     | Marc Márquez (Honda)       | Report  |
| 2014 | Motorland Aragón | Romano Fenati (KTM)      | Maverick Viñales (Kalex)  | Jorge Lorenzo (Yamaha)     | Report  |
| 2015 | Motorland Aragón | Miguel Oliveira (KTM)    | Esteve Rabat (Kalex)      | Jorge Lorenzo (Yamaha)     | Report  |
| 2016 | Motorland Aragón | Jorge Navarro (Honda)    | Sam Lowes (Kalex)         | Marc Márquez (Honda)       | Report  |
| 2017 | Motorland Aragón | Joan Mir (Honda)         | Franco Morbidelli (Kalex) | Marc Márquez (Honda)       | Report  |
| 2018 | Motorland Aragón | Jorge Martín (Honda)     | Brad Binder (KTM)         | Marc Márquez (Honda)       | Report  |
| 2019 | Motorland Aragón | Arón Canet (KTM)         | Brad Binder (KTM)         | Marc Márquez (Honda)       | Report  |
| 2020 | Motorland Aragón | Jaume Masiá (Honda)      | Sam Lowes (Kalex)         | Álex Rins (Suzuki)         | Report  |
| 2021 | Motorland Aragón | Dennis Foggia (Honda)    | Raúl Fernández (Kalex)    | Francesco Bagnaia (Ducati) | Report  |
| 2022 | Motorland Aragón | Izan Guevara (Gas Gas)   | Pedro Acosta (Kalex)      | Enea Bastianini (Ducati)   | Report  |
| 2024 | Motorland Aragón | José Antonio Rueda (KTM) | Jake Dixon (Kalex)        | Marc Márquez (Ducati)      | Report  |
| 2025 | Motorland Aragón | David Muñoz (KTM)        | Deniz Öncü (Kalex)        | Marc Márquez (Ducati)      | Report  |